# Hoisalalu, Mudigere
Hoisalalu là một làng thuộc tehsil Mudigere, huyện Chikmagalur, bang Karnataka, Ấn Độ.